# یاک یوالا
یاک یوالا (استونیایی: Jaak Joala; ۲۶ ژوئن ۱۹۵۰ – ۲۵ سپتامبر ۲۰۱۴) خواننده راک اهل استونی بود.